# Northwest-Airlines-Flug 6231
Der Absturz einer Boeing 727 auf  Northwest-Airlines-Flug 6231 geschah am 1. Dezember 1974 in der Nähe von Stony Point im Harriman State Park (Bundesstaat New York). Das Flugzeug wurde gechartert, um ein Footballteam in Buffalo (New York) aufzunehmen. Der Unfall geschah vor der Landung in Buffalo, die drei Besatzungsmitglieder wurden getötet.
Die Unfallursache war ein Strömungsabriss, der dadurch verursacht wurde, dass die Piloten falsch auf eine unzuverlässige Fluggeschwindigkeits-Anzeige reagierten. Die Werte waren verfälscht angezeigt worden, weil die Besatzung vor dem Start vergessen hatte, die Pitotrohr-Heizung einzuschalten, was zur Vereisung und damit Blockierung dieser Staudrucksonde führte.

## Der Unfall
Der Flug sollte in Buffalo, New York, die Baltimore Colts (heute Indianapolis Colts) aufnehmen, nachdem der Abflug ihres eigentlichen Flugzeuges durch einen Schneesturm in Detroit verhindert worden war.
Das Ersatzflugzeug, eine Boeing 727-251 mit dem Luftfahrzeugkennzeichen N274US, startete um 19:14 Uhr vom John F. Kennedy International Airport zum Flug nach Buffalo. Als das Flugzeug 16.000 Fuß (4876 m) erreichte, ertönte das Warnsignal für zu hohe Fluggeschwindigkeit, welches zehn Sekunden später durch eine Stick Shaker-Warnung abgelöst wurde.
Das Flugzeug stieg sodann weiter bis auf 24.800 Fuß (7315 m), wo es ins Trudeln geriet und an Höhe verlor. Eine maximale Beschleunigung von 5 g wirkte auf das Flugzeug ein. Um 19:26 Uhr schlug das Flugzeug in einer leicht positiven Neigung, mit dem rechten Flügel nach unten zeigend, auf dem Boden auf. Das Flugzeug verlor in nur 83 Sekunden 24.000 Fuß an Höhe, was einer Sinkrate von 17.350 Fuß/Minute (320 km/h) entspricht.
Der Unfallort wurde erst am Tag nach dem Unfall ausfindig gemacht. Die Polizei beschrieb die Absturzstelle als dicht bewaldetes Sumpfgebiet, und der Zugang wurde durch Wind und Schneeregen zusätzlich erschwert.

## Die Besatzung
Da es sich um einen Überführungsflug handelte, waren nur drei Besatzungsmitglieder an Bord. Captain John B. Lagario arbeitete seit acht Jahren für Northwest Airlines, der Erste Offizier Walter A. Zadra und der Zweite Offizier James F. Cox Jr. waren beide seit sechs Jahren für Northwest tätig.

## Die Unfallursache
Die nationale Flugunfalluntersuchungsstelle, das National Transportation Safety Board (NTSB), leitete die Untersuchung dieses Unfalls und veröffentlichte den Schlussbericht am 13. August 1975. Beteiligt waren auch die Federal Aviation Administration (FAA), Northwest Airlines, Boeing, die Gewerkschaften Air Line Pilots Association und International Association of Machinists and Aerospace Workers und der Triebwerkshersteller Pratt & Whitney.
Die Behörden fanden heraus, dass die Pitotrohre, welche die Fluggeschwindigkeit (Indicated Airspeed) messen, durch Eis verstopft waren und die Piloten somit falsche Geschwindigkeitsangaben angezeigt bekamen. Die Piloten nahmen an, dass sie zu schnell flogen, und zogen die Maschine hoch, um rasch Geschwindigkeit abzubauen. Tatsächlich war das Flugzeug mit einer normalen Geschwindigkeit unterwegs, sodass die Geschwindigkeit nach dem Hochziehen zu gering war. Bei hohem Anstellwinkel erfolgte ein Strömungsabriss, und das Flugzeug geriet ins Trudeln.
Aus dem Unfallbericht der NTSB:
Der Unfall wurde dadurch verursacht, dass die Crew die Kontrolle über das Flugzeug verlor, da sie den hohen Anstellwinkel, den Strömungsabriss bei niedriger Geschwindigkeit und das Trudeln nicht erkannte. Der Strömungsabriss wurde durch die falsche Reaktion der Piloten auf die unzuverlässige Fluggeschwindigkeits-Angabe verursacht. Dies wiederum geschah, weil die Pitotrohre während des Fluges vereisten.
Die Untersuchung der Cockpit-Stimmenaufzeichnung (Cockpit Voice Recorder, CVR) ergab, dass die Piloten das Rütteln des Steuerknüppels für ein Anzeichen einer Annäherung an die Schallgeschwindigkeit hielten (engl. „mach buffet“). Tatsächlich warnt aber der „stick shaker“ vor einem Strömungsabriss und damit vor einer zu geringen Fluggeschwindigkeit.

## Ähnliche Ereignisse
- Alas-Nacionales-Flug 301 mit einer Boeing 757 am 6. Februar 1996
- Aeroperú-Flug 603 mit einer Boeing 757 am 2. Oktober 1996
- Austral-Líneas-Aéreas-Flug 2553 mit einer Douglas DC-9 am 10. Oktober 1997
- Air-France-Flug 447 mit einem Airbus A330 am 1. Juni 2009
- Air-Algérie-Flug 5017 mit einer McDonnell Douglas MD-83 am 24. Juli 2014
- Saratov-Airlines-Flug 703 mit einer Antonov An-148 am 11. Februar 2018